# Emily Woodruff
Emily  Smiley, coniugata Woodruff (Cincinnati, 19 aprile 1846 – Berwyn, 28 marzo 1916), è stata un'arciera statunitense.

## Carriera
Partecipò alle gare di tiro con l'arco ai Giochi olimpici di Saint Louis 1904, in cui vinse una medaglia d'oro nella gara a squadre. Nella stessa Olimpiade disputò anche le gare individuali di doppio nazionale e doppio Columbia dove giunse in entrambe quarta.
Anche suo marito, Charles Woodruff, fu arciere olimpico.

## Palmarès
In carriera ha conseguito i seguenti risultati:
- Giochi olimpici

St. Louis 1904: una medaglia d'oro nella gara a squadre.